# Ustersbach
Ustersbach è un comune tedesco di 1 172 abitanti, situato nel land della Baviera.

## Geografia fisica
Ustersbach è situato al centro del parco naturale di Augsburg – Westliche Wälder, una grande area boschiva. I comuni limitrofi sono Dinkelscherben, Kutzenhausen e Fischach. La situazione geografica di Ustersbach è caratterizzata dalla parte meridionale della collina circostante la piccola pianura della Reischenau. Anche se il nome suggerisce diversamente, avendo "Bach" in tedesco il significato di ruscello, sul territorio comunale non sono riscontrabili ne ruscelli ne torrenti, solo alcuni piccoli canali portando corsi d'acqua di bonificazione verso il vicino fiume Zusam, situato sul territorio di Dinkelscherben.

### Frazioni
Il comune di Ustersbach comprende oltre l'omonimo capoluogo le frazioni di
- Mödishofen
- Osterkühbach
- Baschenegg

## Storia
La fondazione di Ustersbach avvenne probabilmente nel secolo XI, anche se taluni studiosi locali ipotizzano un'origine celtica. Il nome Usterspach è stato menzionato la prima volta in un atto del 1277. Dal 1803 appartiene alla Baviera.

## Monumenti e luoghi d'interesse

### Architetture religiose
- Chiesa parrocchiale di San Fridolino a Ustersbach
- Chiesa di San Vito a Mödishofen, edificata seguendo il modello della chiesa dell'abbazia di Oberschönenfeld
- una grotta artificiale dedicata alla Nostra Signora di Lourdes, immersa in un suggestivo boschetto, ove ogni anno a ferragosto viene celebrata una messa solenne.
- Cappella dedicata ai santi ausiliatori nella frazione di Osterkühbach
- Cappella dedicata a Sant'Anna, madre di Maria, sui campi occidentali del paese

### Altri luoghi d'interesse
Un monumento di marmo rosso del 1408 che ricorda l'uccisione di un cavaliere in una lite cavalleresca. Secondo la legge penale d'allora l'omicida doveva provvedere alla lapide commemorativa come segno del suo ravvedimento.

## Economia
L'industria principale di Ustersbach è una fabbrica di birra, che produce diversi tipi di birra e bevande gazzose sotto il marchio Ustersbacher Bier.

## Trasporti e vie di comunicazioni

### Strade ed autostrade
Ustersbach è situato lungo la Strada Federale B 300. L'autostrada più vicina è la BAB8 con le uscite di Zusmarshausen e Adelsried.

### Linee ferroviarie
Il territorio comunale viene attraversato dalla Bayerische Maximiliansbahn, una linea ferroviaria che collega Monaco di Baviera ed Augusta con Ulma e Stoccarda. La stazione ferroviaria situata nella frazione di Mödishofen è stata soppressa una ventina di anni fa.

### Mobilità interurbana
A Ustersbach la mobilità interurbana è garantita dall'azienda di trasporto pubblico 'Augsburger Verkehrsverbund'(AVV) che gestisce il trasporto pubblico urbano, suburbano ed interurbano ad Augusta e nel Circondario rurale di Augusta con un servizio di autobus. Tutte le fermate sul territorio comunale vengono servite dalla Linea 600 dell'AVV, collegamento tra Augusta e Krumbach sulla strada federale B 300.

## Amministrazione
Dal 2002 il Dott. Maximilian Stumböck è sindaco di Ustersbach, riconfermato il 2 marzo 2008 con il 87,53 % dei voti validi e nelle elezioni amministrative del 16 marzo 2014 con il 82,14% dei voti validi. Stumböck è anche stato eletto consigliere alla dieta del circondario di Augusta. Il consiglio comunale è composto da dodici consiglieri, otto dei quali sono stati eletti nella lista della CSU, mentre quattro appartengono ad una lista civica.
I comuni di Ustersbach e Gessertshausen formano una Comunità amministrativa nominata "Verwaltungsgemeinschaft Gessertshausen".

## Politica
L'unico partito politico presente sul territorio di Ustersbach con una propria struttura organizzativa è il partito democristiano bavarese CSU. Alle elezioni amministrative si presenta anche una lista civica.